# لامار ديفيس
لامار ديفيس (بالإنجليزية: Lamar Davis)‏ هو لاعب كرة قدم أمريكية أمريكي، ولد في 15 يونيو 1921 في برونزويك في الولايات المتحدة، وتوفي في 24 فبراير 2014 في سانت سيمونز ‏ في الولايات المتحدة.

## وصلات خارجية
- لامار ديفيس على موقع مرجع كرة القدم المحترفة.كوم (الإنجليزية)
- لامار ديفيس على موقع قاعة جورجيا للمشاهير الرياضية (مؤرشف) (الإنجليزية)